# Ilūkste
Ilūkste (tyska: Illuxt) är en stad i Lettland, vid Ilūkste-floden (tillflöde från vänster till Daugava), 18 kilometer nordväst om Daugavpils. Staden är huvudort i Ilūkste kommun.

## Historia
Ilūkste grundades som ort i hertigdömet Kurland och växte fram som ett betydande handelscenter på grund av sitt strategiska läge mellan Ryska imperiet och Polsk-litauiska samväldet. Efter det att Kurland införlivades med Ryssland blev orten kretsstad i guvernementet Kurland
Under första världskriget utkämpades 16-30 oktober 1915 i trakten av Ilūkste hårda strider mellan de anfallande tyskarna (Njemenarmén) och de försvarande ryssarna (5:e armén), varunder den ihärdigt försvarade staden stormades av de förre (23 okt.). I november samma år samt i februari, mars och juni 1916 försökte Ryssland förgäves att återta den nästan fullständigt ödelagda staden.

## Galleri

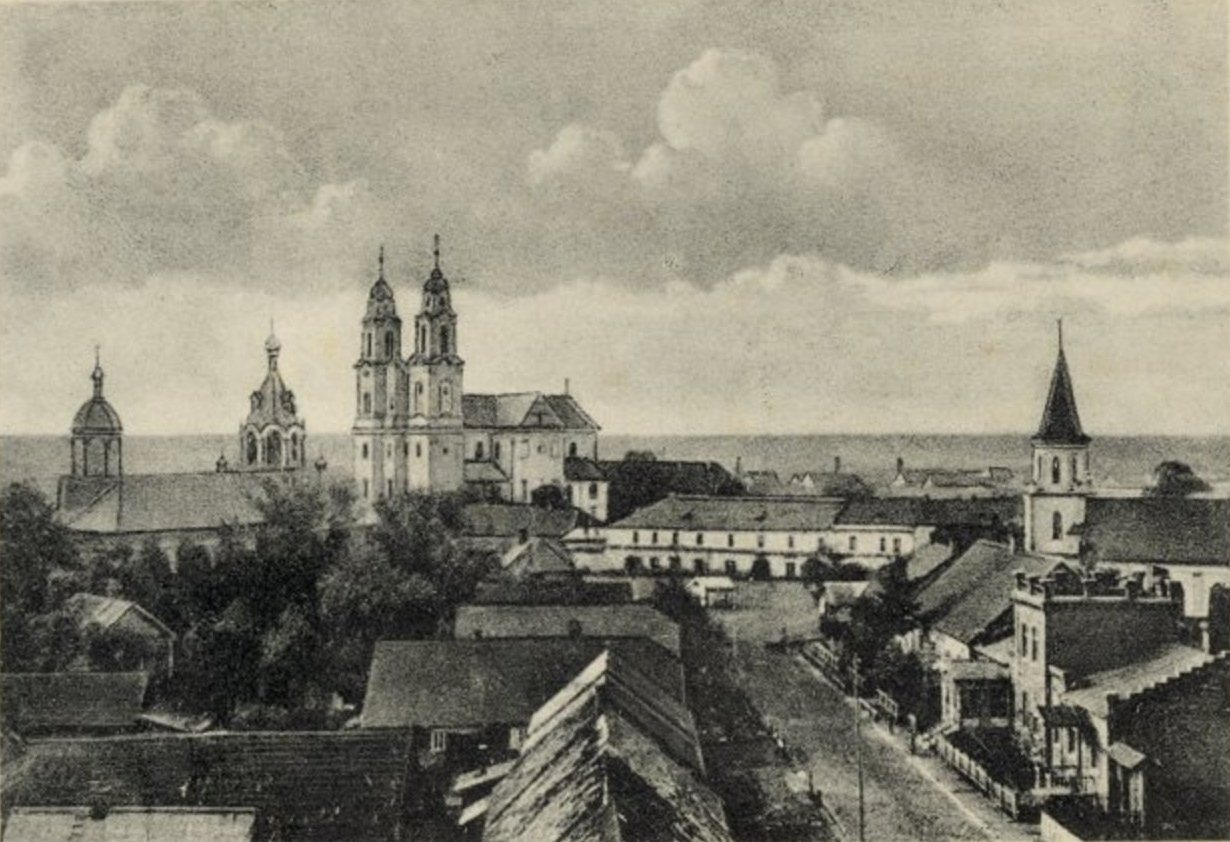
Ilūkste innan striderna 1915.
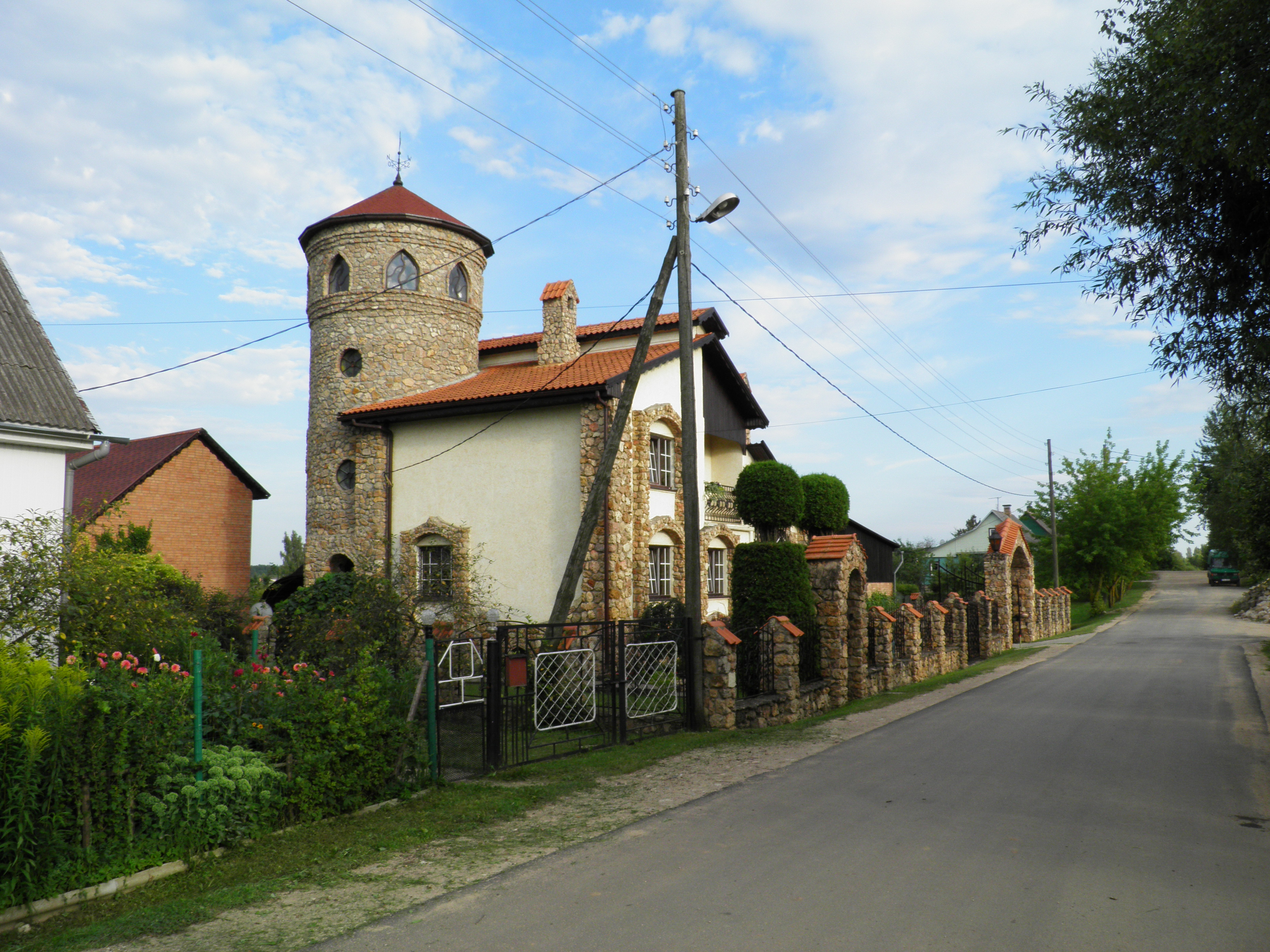
Gatan Zemnieku iela.
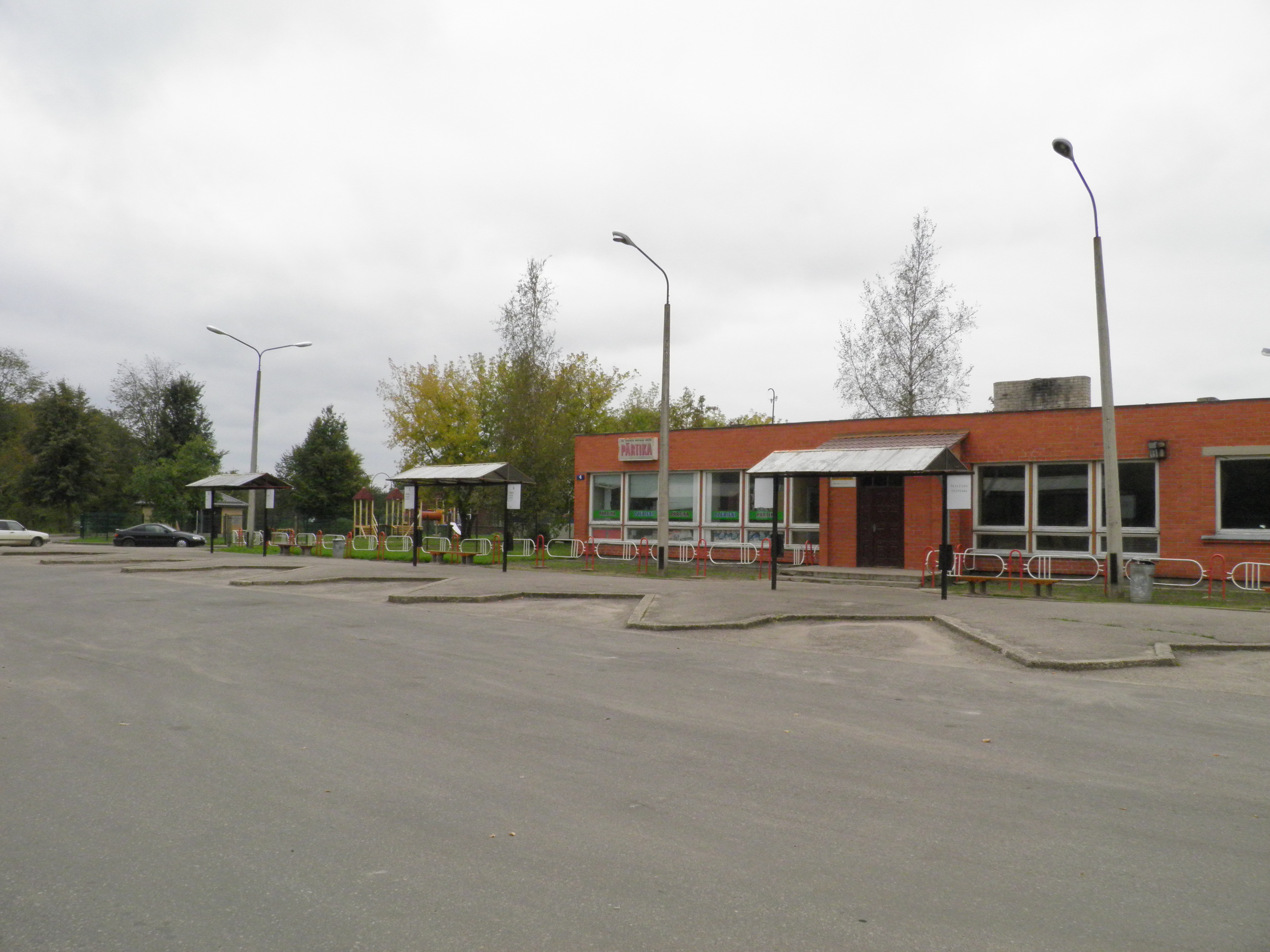
Busstation i Ilūkste.
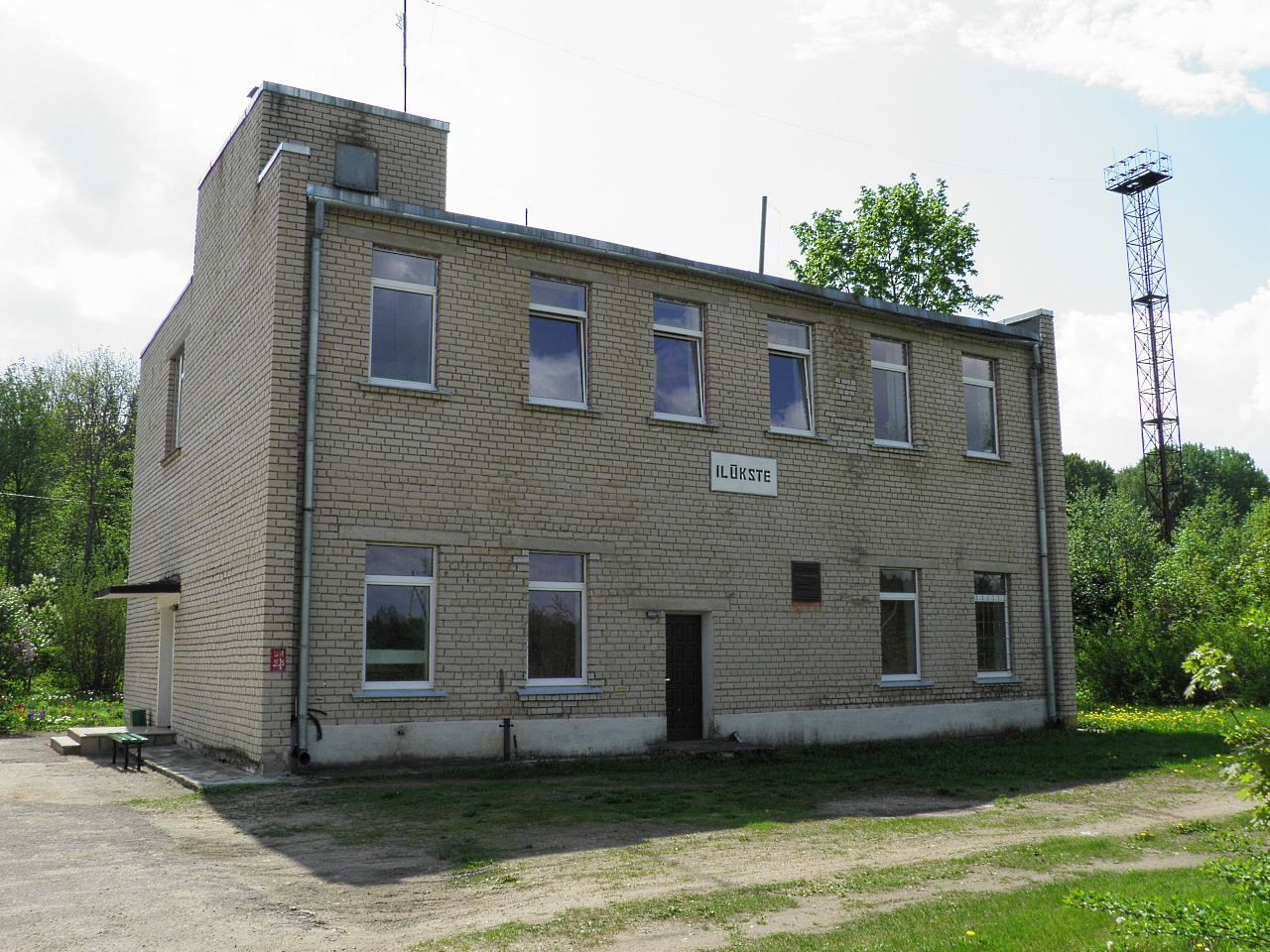
Ilūkste järnvägsstation.
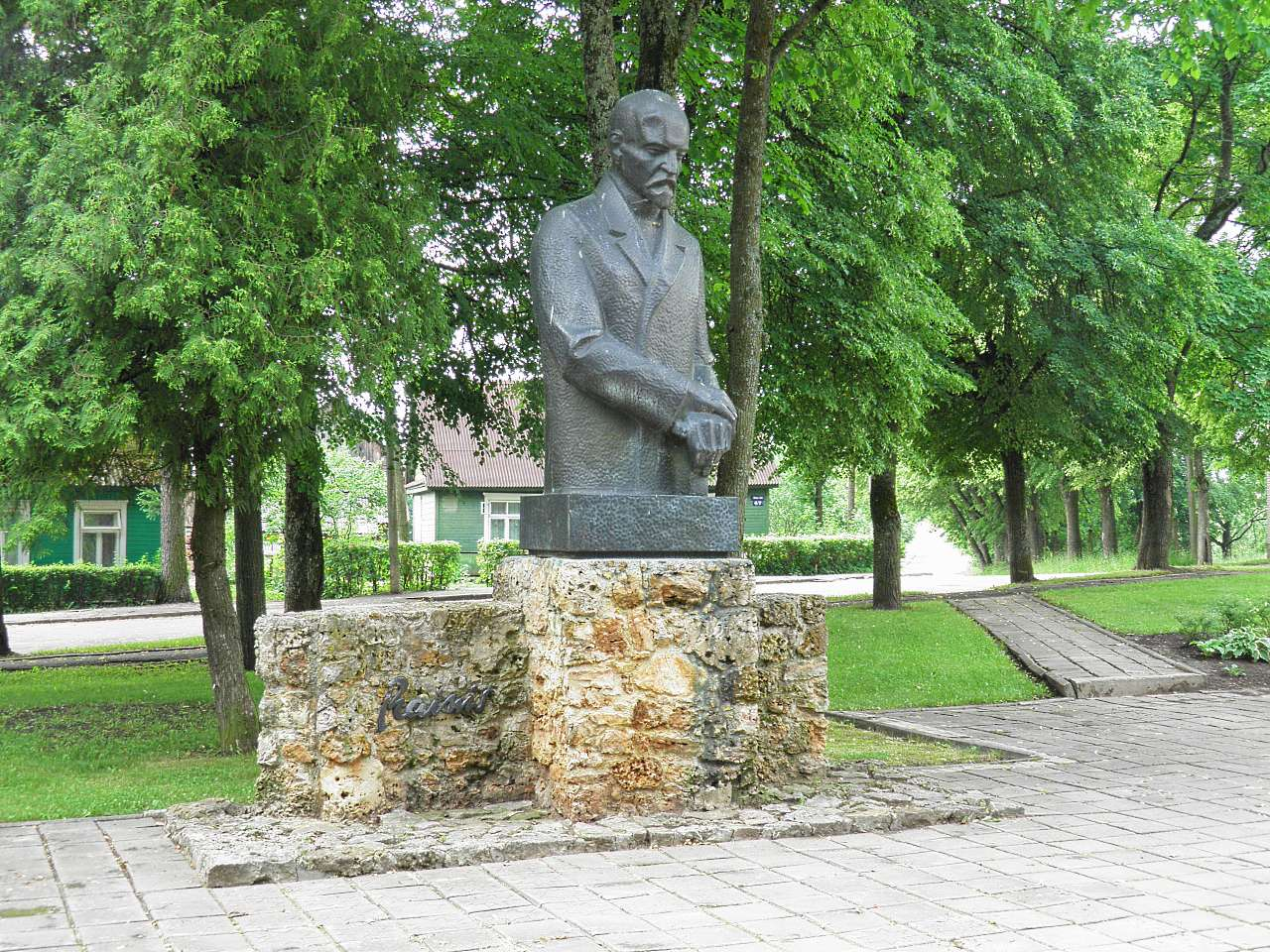
Staty av Rainis.